# Хэмилтон, Дуги
Даглас Джонатан Хэмилтон (англ. Douglas Jonathan Hamilton; род. 17 июня 1993, Торонто, провинция Онтарио, Канада) — канадский хоккеист, защитник, игрок клуба «Нью-Джерси Девилз» из НХЛ.

## Карьера
Был выбран под девятым номеров на драфте НХЛ 2011 года клубом «Бостон Брюинз».
8 декабря 2011 года подписал контракт новичка на три года с «Бостон Брюинз».
19 января 2013 года Хэмилтон дебютировал в составе «Бостона». Матч закончился победой «Медведей» со счётом 3:1 над командой «Нью-Йорк Рейнджерс». Две игры спустя, 23 января, Даги отдал свою первую голевую передачу в овертайме против «Рейнджерс». 15 февраля 2013 года Хэмилтон забил свой первый гол в НХЛ в ворота Райана Миллера из «Баффало Сейбрз».
3 мая 2013 года Хэмилтон провёл свой первый матч в плей-офф Кубка Стэнли 2013, заменив защитника Эндрю Ференса, который был дисквалифицирован на одну игру за силовой приём против нападающего «Торонто Мейпл Лифс» Михаила Грабовского.
26 июня 2015 года «Бостон» обменял Хэмилтона в «Калгари Флэймз» на выбор в первом и два выбора во втором раундах драфта 2015 года. Защитник тут же заключил 6-летний контракт на $ 34,5 млн.
Проведя в Канаде 3 сезона, летом 2018 года был обменян в «Каролину Харрикейнз» вместе с Майклом Ферландом на Ноа Хэнифина и Элиаса Линдхольма.
В 2021 году Хэмилтон подписал контракт с «Нью-Джерси Девилз» на 7 лет с зарплатой в $ 9 млн за сезон.

## Награды и достижения
| Приз                          | Год     | Прим. |
| ----------------------------- | ------- | ----- |
| Иван Теннан Мемориал Эворд    | 2009–10 |       |
| Вторая сборная Всех звёзд OHL | 2010–11 | [ 6 ] |
| Бобби Смит Трофи              | 2010–11 | [ 7 ] |
| Лучший игрок-ученик CHL       | 2010–11 | [ 8 ] |
| Первая сборная Всех звёзд OHL | 2011–12 | [ 6 ] |
| Лучший защитник года CHL      | 2011–12 |       |
| Макс Камински Трофи           | 2011–12 |       |

## Статистика
| Легенда | Легенда                    | Легенда | Легенда                   | Легенда | Легенда    |
| ------- | -------------------------- | ------- | ------------------------- | ------- | ---------- |
| И       | Количество проведённых игр | Штр     | Штрафное время            | +/−     | Плюс-минус |
| Г       | Голы                       | П       | Голевые передачи          | О       | Очки       |
| -       | Статистика неизвестна      | —       | Статистика не учитывалась |         |            |

## Семья
Его родители Даг и Линн были членами сборной Канады на летних Олимпийских играх 1984 года (в академической гребле и баскетболе соответственно). Его старший брат Фредди Хэмилтон — хоккеист, завершил карьеру в 2018 году.